# Соціальна лавка

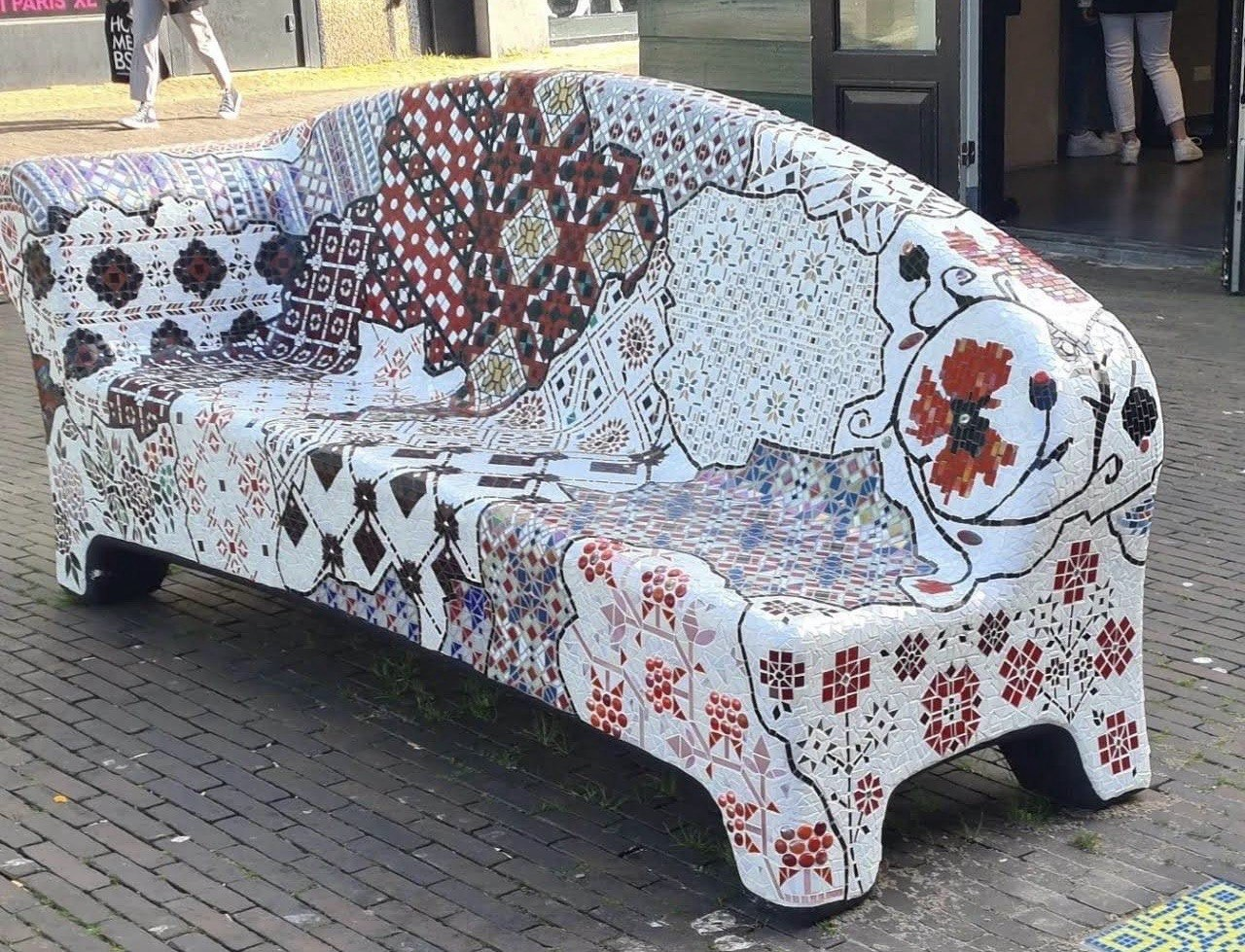
Соціальна лавка «Вишиванка» в Зандамі

Соціальна лавка — лавка, оздоблена мозаїкою та розміщена у громадському просторі. Ідея проєкту належить Карін Брюерс. Лавка виготовлена з бетону, довжиною 2,24 м і має форму кушетки.
Метою ідеї пані Брюерс було згуртувати людей між собою. Її  ціллю було встановити 1000 таких лавок у провінції Тілбург. Перші 23 були урочисто відкриті на площі De Heuvel в центрі Тілбурга мером Рюдом Фріманом у вересні 2006 року. 
А також лавки були розміщені в інших містах Нідерландів, таких як Амстердам, Ейндговен та Герлен.
У рамках кампанії допомоги «Серйозний запит» лавки були встановлені в Ейндховені (2010) та Лейдені (2011).
Тисячну лавку в провінції Тілбург на площі Heuvel відкрив мер Петер Норданус у 2013 році, яка стала 250-ою лавкою в місті Тілбург.

## Українські соціальні лавки

### Соціальна лавка «Вишиванка»
Українська соціальна лавка «Вишиванка» встановлена в Зандамі. На лавці відображена карта України, кожен регіон якої викладений мозаїкою відповідним орнаментом традиційної української вишивки. Над проєктом працювало понад 50 українських жінок, тимчасово переміщених з України в наслідок повномасштабного вторгнення 24 лютого 2022 року. Робота тривала 28 тижнів по 4-8 годин на день.
Офіційне відкриття відбулося 24 лютого 2023 за участі мера Зандама Яна Гаммінга.

## Галерея

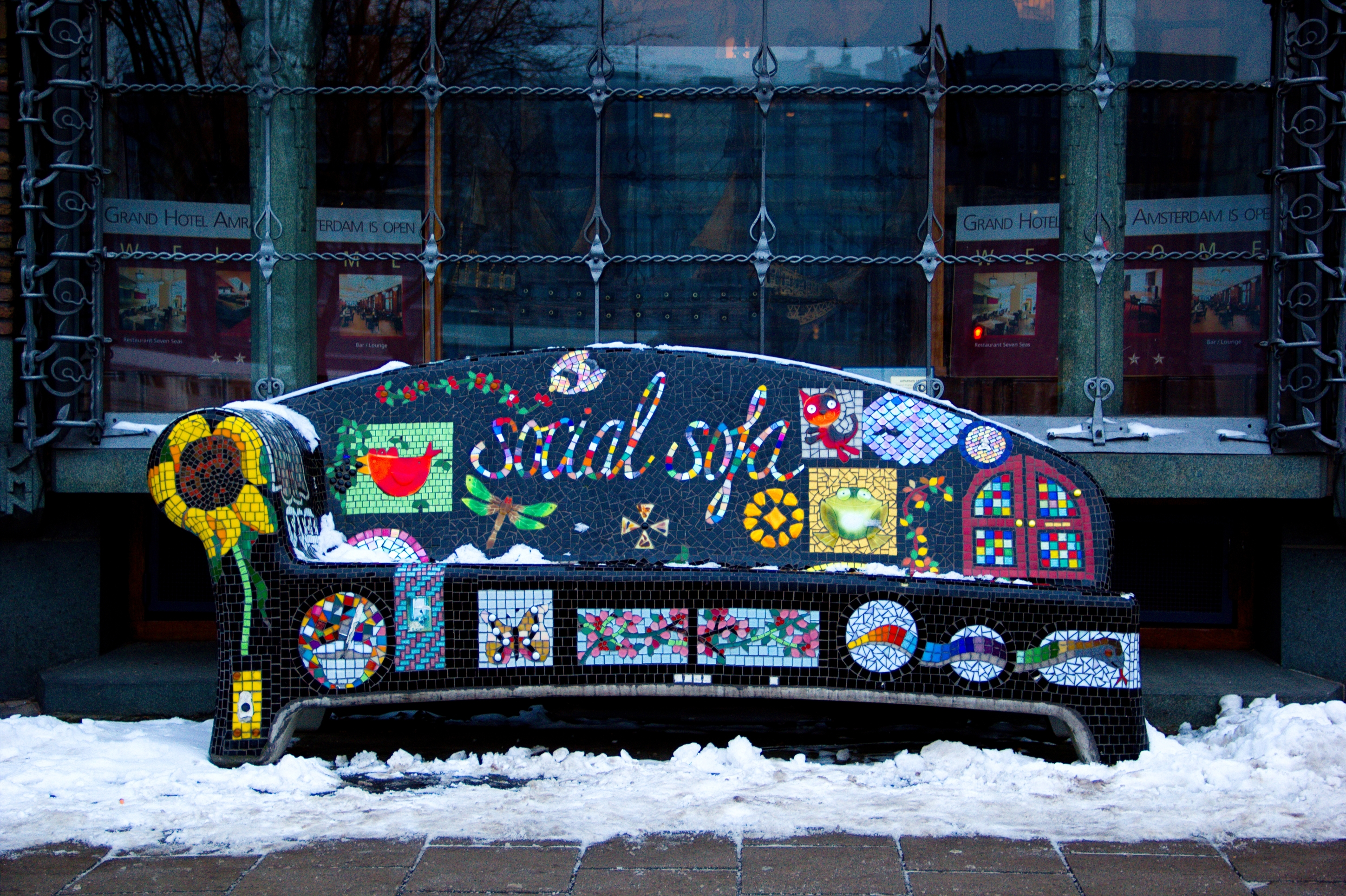
Лавки в Амстердамі
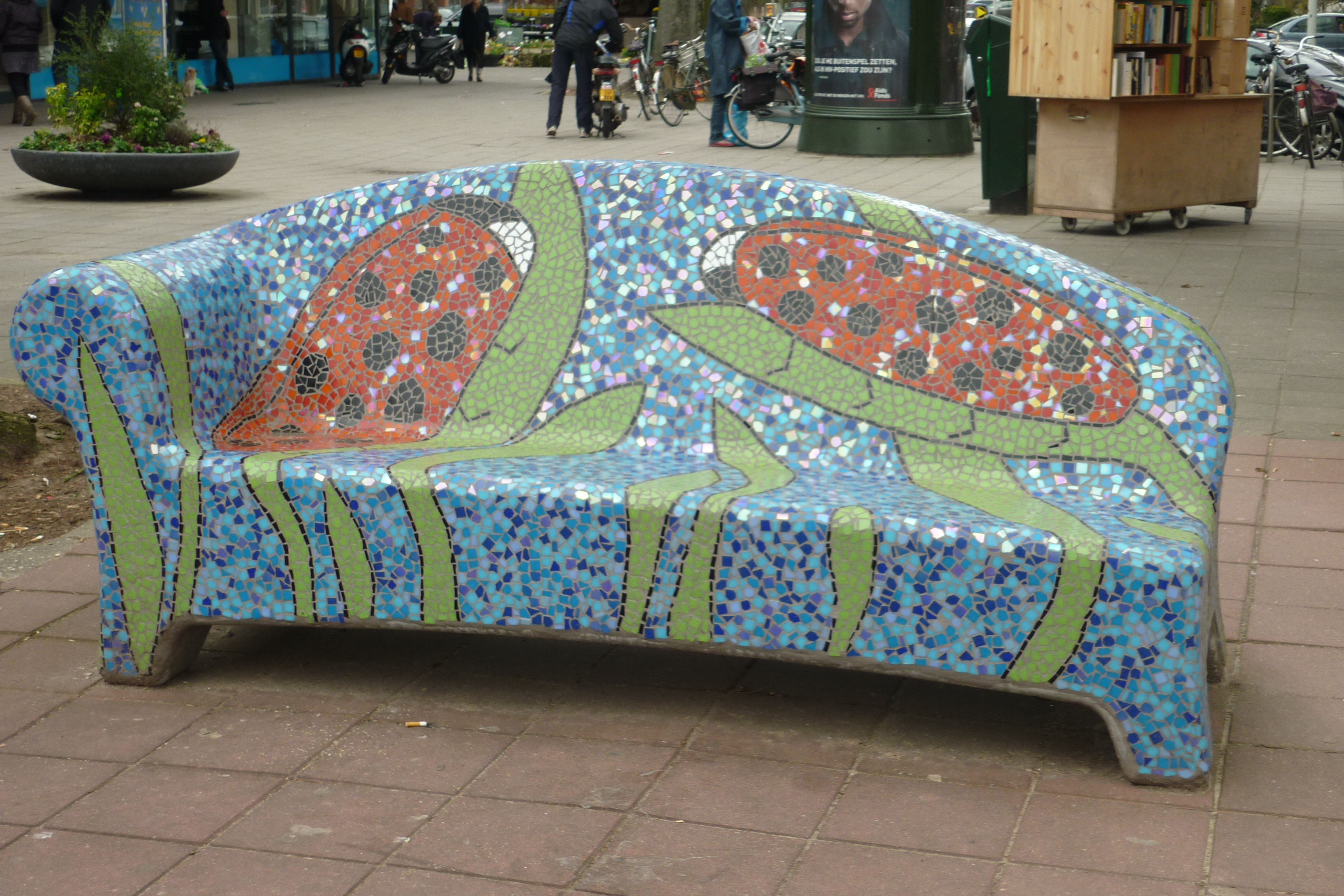
Лавки в Гаазі
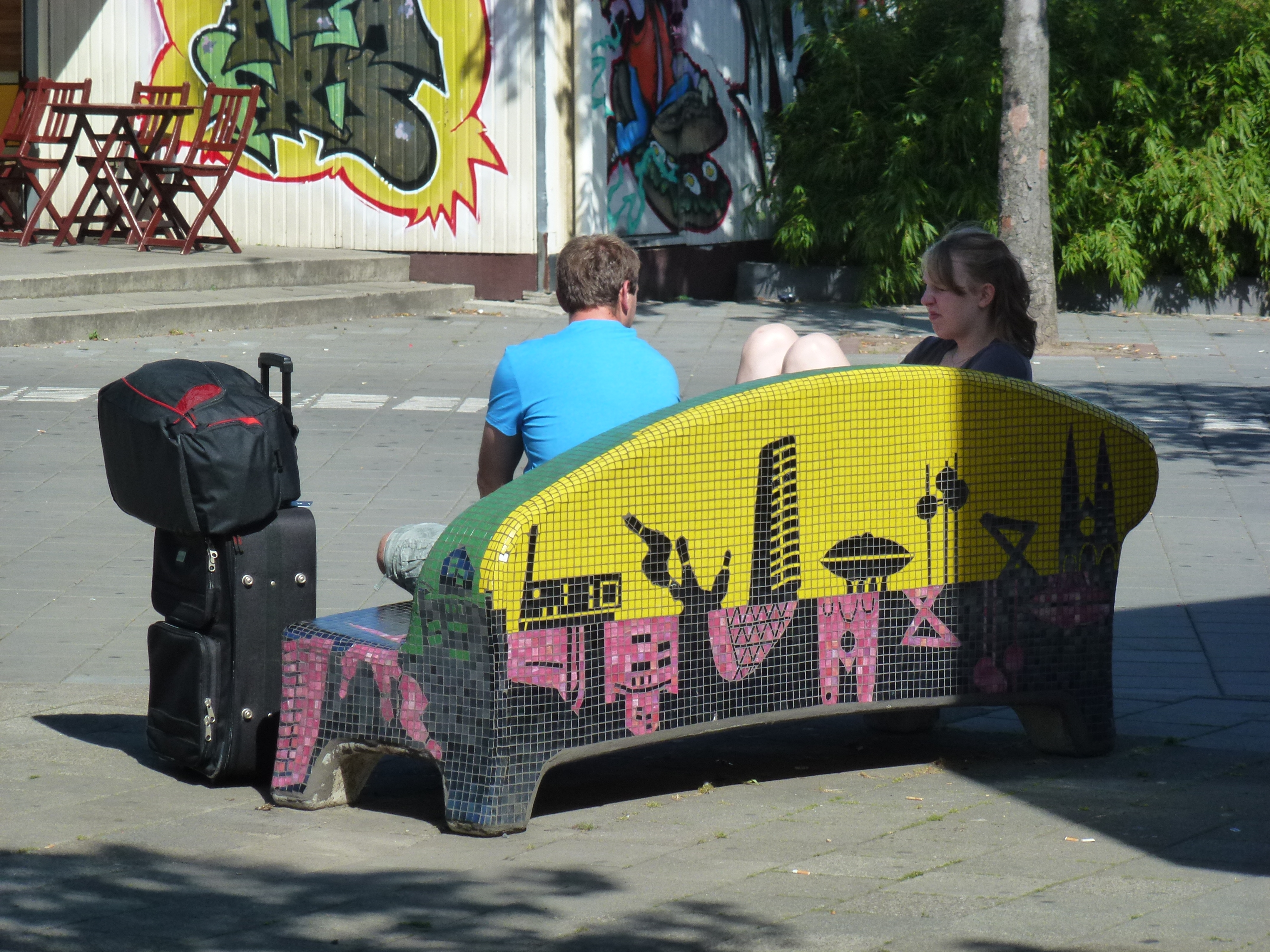
Лавки в Ейндховені
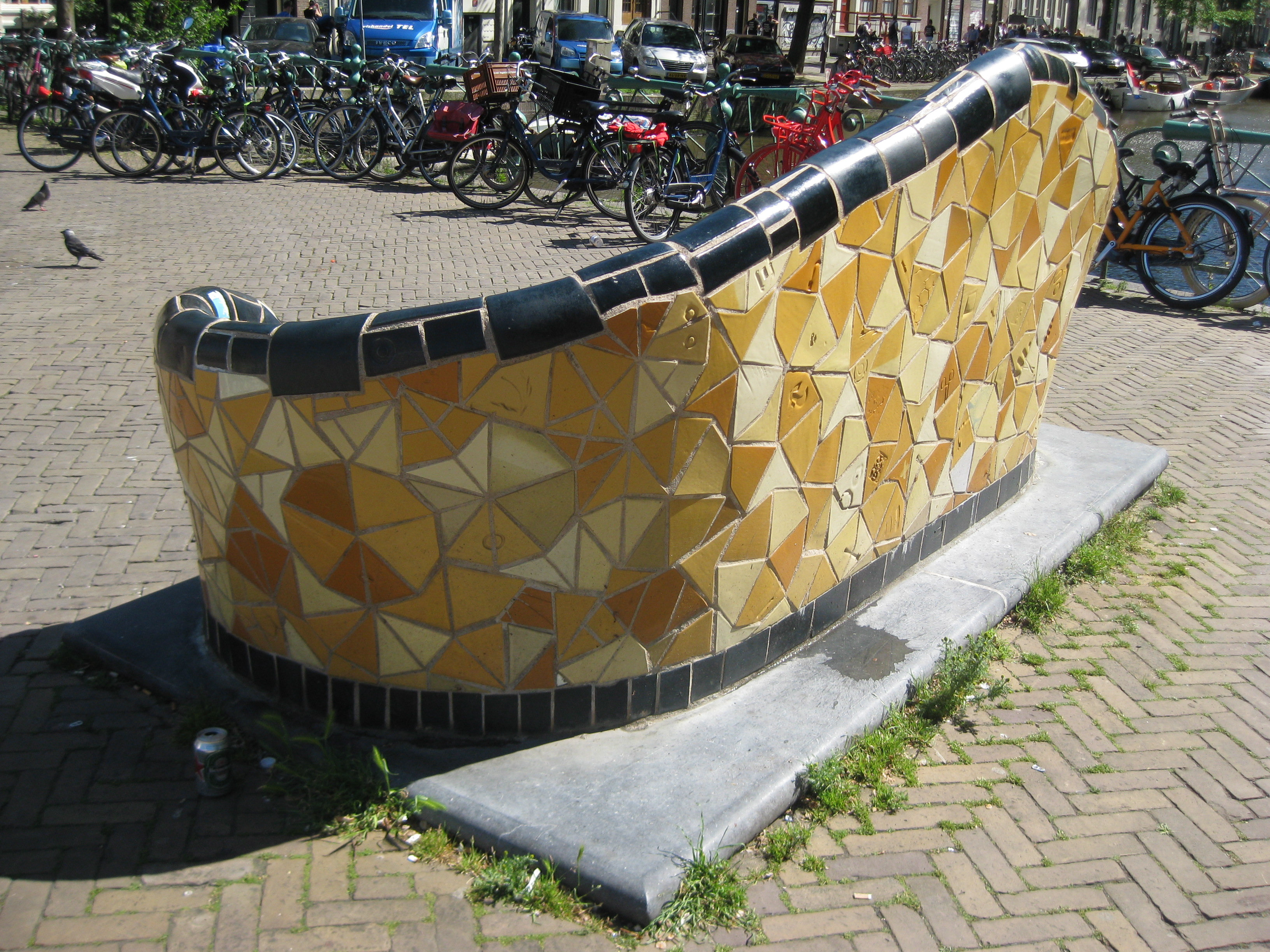
На Ньюмаркт в Амстердамі
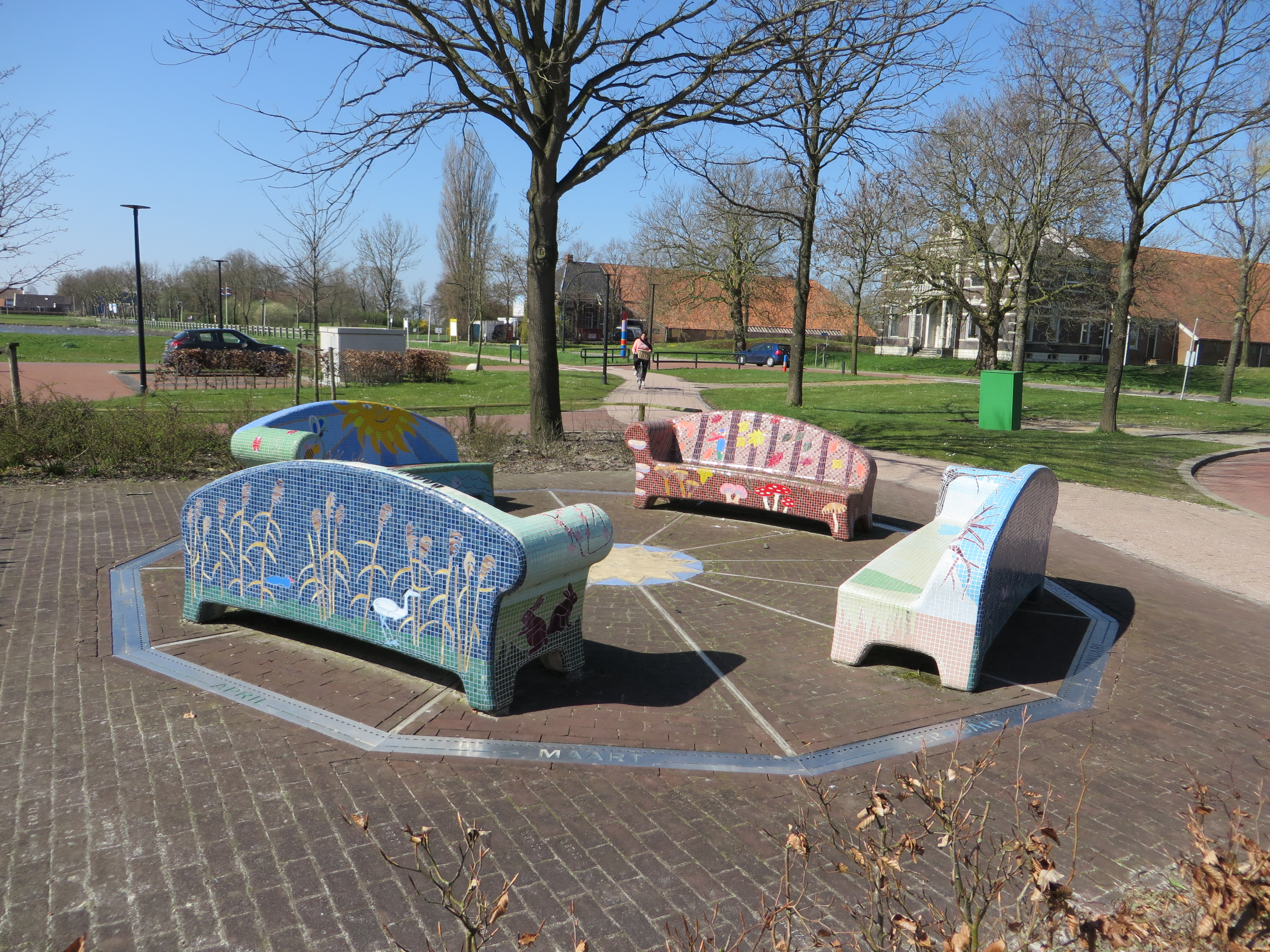
4 сезони вОоствольді
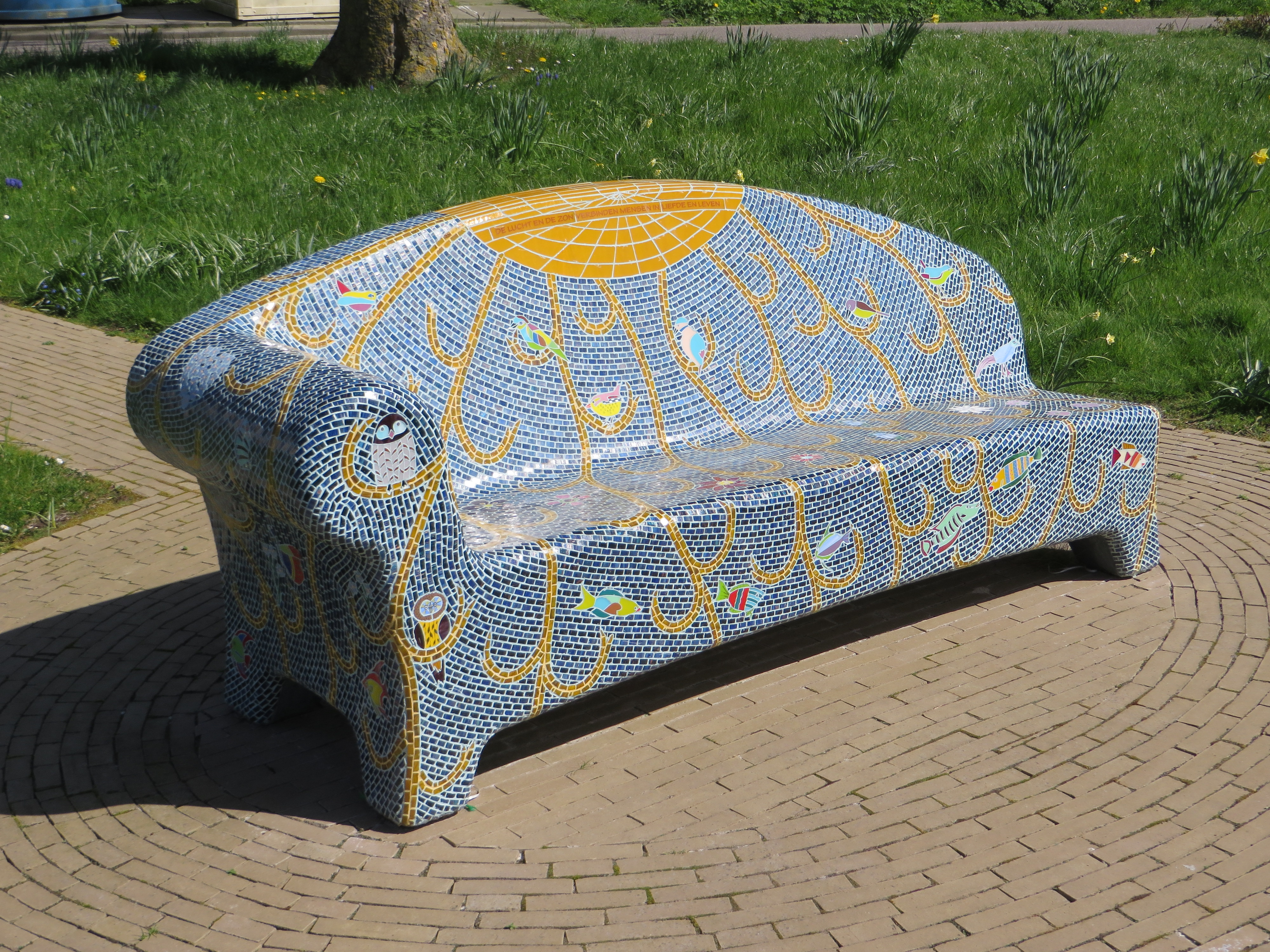
Меморіальна лава вБафло
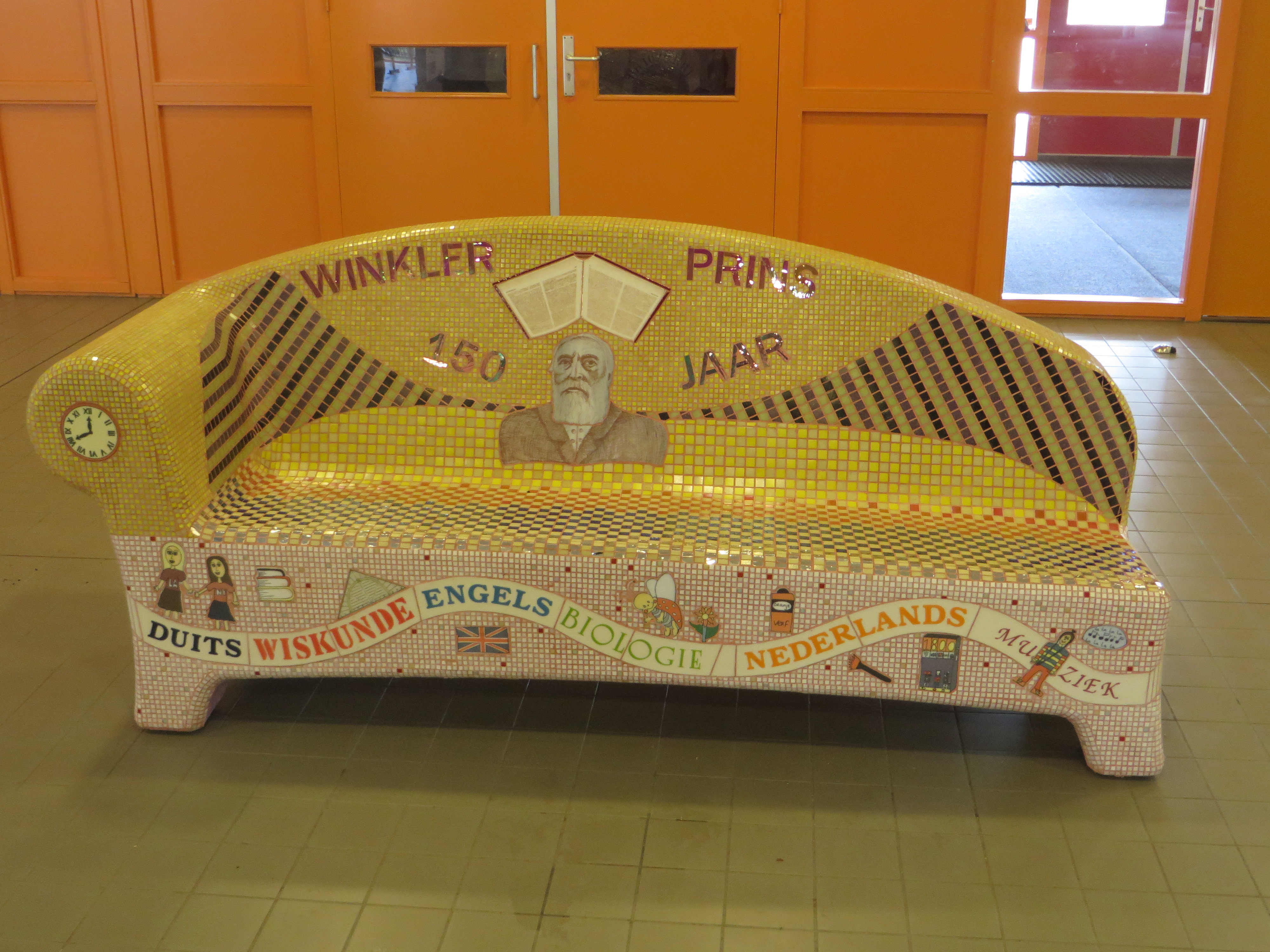
150 років Winkler Prins у Вендамі
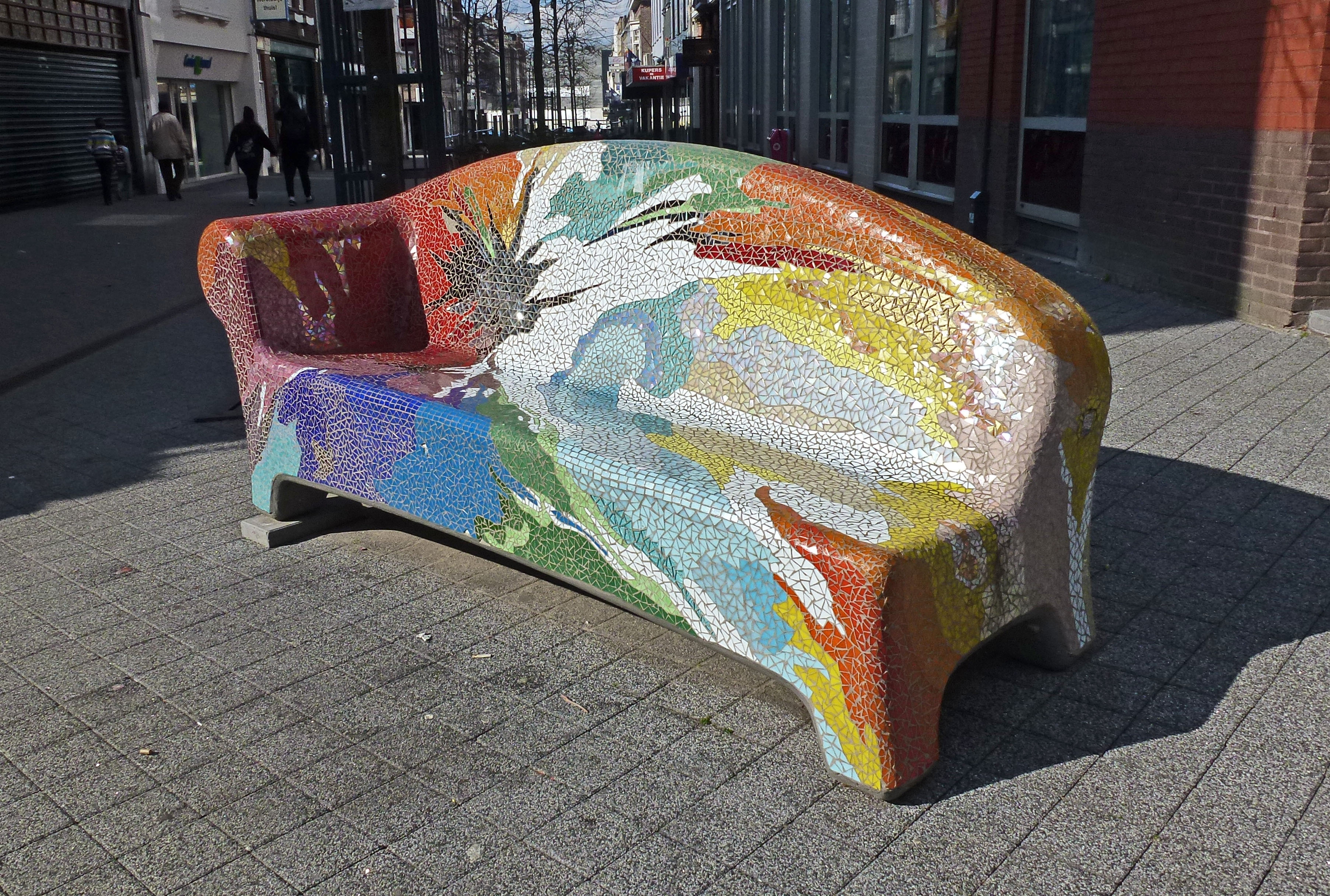
«Блискавка» Міріам Флейгельс у Херлені

## Зовнішні посилання
- Вебсайт Соціальні лавки
- Сайт з картою Соціальні лавки